# Condado de Revilla de Camargo
El condado de Revilla de Camargo es un título nobiliario español creado el 14 de noviembre de 1927 por el rey Alfonso XIII a favor de Agapito de la Cagiga y Aparicio, vecino de La Habana, fundador de las escuelas de Revilla de Camargo.
Su denominación hace referencia a la localidad de Revilla, perteneciente al municipio de Camargo en Cantabria, España.

## Condes de Revilla de Camargo
|                           | Titular                                   | Periodo                   |
| Creación por Alfonso XIII | Creación por Alfonso XIII                 | Creación por Alfonso XIII |
| ------------------------- | ----------------------------------------- | ------------------------- |
| I                         | Agapito de la Cagiga y Aparicio           | 1927-1938                 |
| II                        | José María de la Cagiga y Arce            | 1953-1967                 |
| III                       | María del Rosario de la Cagiga y Cremades | 1977-actual titular       |

## Historia de los Condes de Revilla de Camargo
- Agapito de la Cagiga y Aparicio (1863-1938), I conde de Revilla de Camargo.

1. Casó con María Luisa Gómez-Mena y Villa. Le sucedió, en 1953, su sobrino:

- José María de la Cagiga y Arce (1912-1967), II conde de Revilla de Camargo.

1. Casó con María del Rosario Cremades de Adaro. Le sucedió, en 1977, su hija:

- María del Rosario de la Cagiga y Cremades, III condesa de Revilla de Camargo.